# Vox humana
Vox humana – orgonaregiszter, latin nyelven. Jelentése emberi hang. Németül ugyanígy használják, a francia nyelv „Voix humaine” néven ismeri. A két romantika kori – német és francia – orgonatáj nyelve jelzi, hogy a német és a francia romantika egyaránt építette diszpozícióiba. Szinte kizárólag 8’ magasságban készül, de kivételes és ritka esetekben találkozhatunk 16’ és 4’ magasságú ilyen regiszterrel. Tölcsérének anyaga ón; sorát különféle tölcsérekalakok alkotják; hangja éneklő, hasonló az emberi hanghoz.